# پوگانووو
پوگانووو (به صربی: Poganovo) یک منطقهٔ مسکونی در صربستان است که در دیمیتروگراد واقع شده‌است. پوگانووو ۷۷ نفر جمعیت دارد و ۶۶۸ متر بالاتر از سطح دریا واقع شده‌است.